# Jack Goes Home (película de 2016)
Jack Goes Home (Jack va a casa) es una película independiente dramática de terror estadounidense, protagonizada por Rory Culkin, Daveigh Chase, Britt Robertson, Nikki Reed, Lin Shaye y Serge Levin, escrita, coproducida y dirigida por Thomas Dekker y estrenada en Estados Unidos el 14 de octubre de 2016. Fue producida por Yale Productions, Isle Empire Pictures y SSS Entertainment y distribuida por Momentum Pictures en Estados Unidos. La cinta fue filmada en la ciudad de Nueva York y recibió la calificación "R" por "contenido sexual y violento, lenguaje adulto y uso de drogas".

## Sinopsis
Jack (Rory Culkin) decide retornar a su casa para cuidar a su madre, quien sufrió un accidente automovilístico donde falleció el padre de Jack. A su vez, este descubre mentiras y secretos acerca de su identidad, su familia y sus amigos que habían estado ocultos durante varios años.

## Reparto
- Rory Culkin como Jack.
- Daveigh Chase como Shanda.
- Serge Levin como Sven.
- Britt Robertson como Cleo.
- Nikki Reed como Crystal.

## Recepción
El tráiler de la película recibió críticas en su mayoría positivas en YouTube. A su vez, en el sitio web IMDb la cinta posee un puntaje de 7,4 sobre 10.